# Ergolding
Ergolding est une commune de Bavière (Allemagne), située dans l'arrondissement de Landshut, dans le district de Basse-Bavière.